# Ґонскі (Кошалінський повіт)
Ґонскі (пол. Gąski) — село в Польщі, у гміні Мельно Кошалінського повіту Західнопоморського воєводства.
Населення — 480 осіб (2011).

## Демографія
Демографічна структура станом на 31 березня 2011 року:
|          | Загалом | Допрацездатний вік | Працездатний вік | Постпрацездатний вік |
| -------- | ------- | ------------------ | ---------------- | -------------------- |
| Чоловіки | 234     | 54                 | 166              | 14                   |
| Жінки    | 246     | 54                 | 155              | 37                   |
| Разом    | 480     | 108                | 321              | 51                   |